# Steinunn Sæmundsdóttir
Steinunn Sæmundsdóttir (ur. 28 listopada 1960 w Reykjavíku) – islandzka alpejka.

## Kariera narciarska
Jest dwunastokrotną mistrzynią kraju. Brała udział w zimowych igrzyskach w 1976 i 1980. W Innsbrucku startowała w slalomie i slalomie gigancie. W tej pierwszej konkurencji zajęła 16. miejsce z czasem 1:44,72, w drugiej natomiast uplasowała się na 36. pozycji z czasem 1:41,07. Dzięki uczestnictwu w tych igrzyskach jest najmłodszym islandzkim olimpijczykiem zimowym. W Lake Placid wzięła udział w tych samych konkurencjach, co cztery lata wcześniej. W slalomie gigancie była 29. z czasem 2:59,41, natomiast slalomu nie ukończyła.

## Kariera golfowa
Uprawia golf od 1974. Jej karierę przerwała kontuzja w 1991. Do gry wróciła w 2010. W 2010 i 2011 została mistrzynią kraju w kategorii powyżej 50 lat.

## Życie prywatne
Ma czworo dzieci i czworo wnuków. Z zawodu jest fizjoterapeutką.